# Eve Torres
Eve Torres Gracie (nacida Eve Marie Torres, 21 de agosto de 1984) es una modelo, actriz, instructora de jiu-jitsu brasileño y luchadora profesional estadounidense. Actualmente trabaja como embajadora para la empresa WWE.
En sus logros se destacan tres reinados como Campeona de Divas de la WWE, siendo la primera Diva en obtenerlo 3 veces, y al igual que la ex-Diva AJ Lee, en obtenerlo el mayor número de veces. Además de esto fue la ganadora del Diva Search 2007 y una de las pocas mujeres en luchar en el combate estelar de RAW. En 2013 se retiró de la lucha libre. Pese a su renuncia, desde abril de 2014, Eve sigue trabajando como embajadora para la compañía.

## Biografía
En el colegio, Eve inició sus pasos como bailarina profesional y en 2006 se graduó como Ingeniera industrial y de sistemas de la Universidad del Sur de California. Eve fue cocapitana del USC Fly Girls. Torres es mitad Nicaragüense por parte de su padre.
Torres ha entrenado Kickboxing y Jiu-Jitsu Brasileño. Actualmente es instructora para el programa de autodefensa para mujeres de la academia Gracie. Torres y se casó con Rener Gracie en abril de 2014. En marzo de 2015, Torres anunció que ella y Gracie estaban esperando un hijo. El niño nació el 28 de septiembre llamado Raeven, posteriormente en 2018 Torres anunció que estaba embarazada por segunda ocasión.

## Carrera

### World Wrestling Entertainment / WWE

#### Diva Search (2007)
En el concurso Diva Search, Eve fue la primera seleccionada dentro de las 8 finalistas. Eve hizo sus primeras apariciones en RAW y SmackDown! el 22 y 26 de octubre, respectivamente, como una de las dos finalistas del concurso. El 29 de octubre de 2007, Eve se transformó oficialmente en una Diva de la WWE, tras ganar el Diva Search 2007.

#### 2008-2009

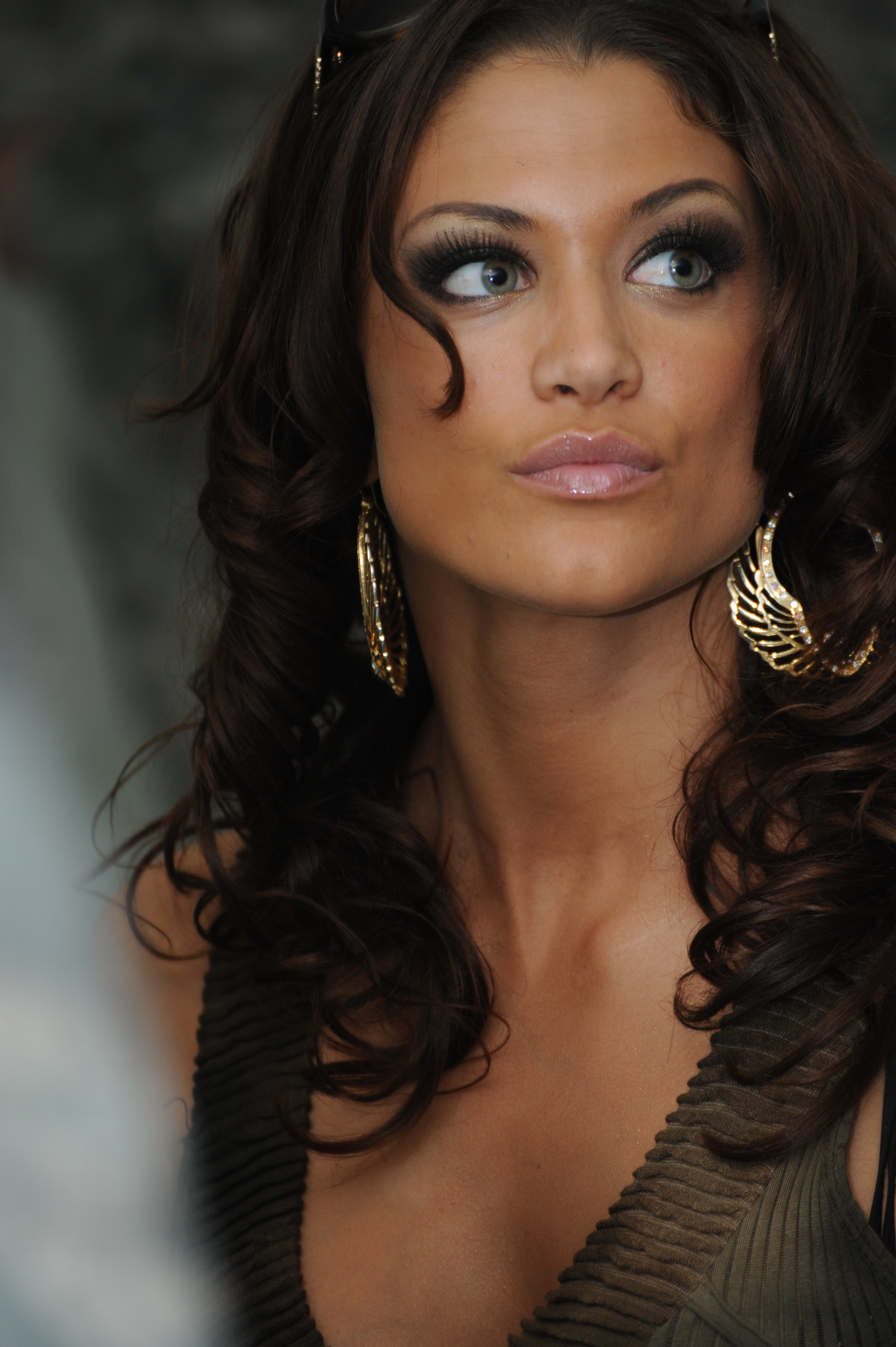
Torres en 2008.

Los vídeos que promocionaban el debut de Eve en la marca SmackDown comenzaron a transmitirse el 11 de enero de 2008. La promoción se emitió durante tres semanas antes de que Eve hiciera su debut oficial el 1 de febrero entrevistando a Batista. Durante las semanas siguientes siguió ejerciendo como entrevistadora de la marca SmackDown. Participó en el concurso buscando a la mejor diva de SmackDown compitiendo contra Victoria, Michelle McCool, Cherry y Maryse, participando en un concurso de bikini, una carrera de obstáculos y una competencia de lucha de brazos, en donde fue la tercera eliminada. Después de ser eliminada, el 28 de marzo fue árbitro de la pelea entre Cherry y Michelle McCool contra Maryse y Victoria. Eve apareció en WrestleMania XXIV como una Lumberjill en la lucha BunnyMania entre Maria y Ashley contra Beth Phoenix y Melina. El 26 de octubre en Cyber Sunday participó en un Halloween Costume Contest donde se disfrazó de una tortuga ninja, la cual no logró ganar. En el episodio 800 de Raw el 3 de noviembre, Eve hizo su debut televisado en el ring en un combate de equipos de 16 Divas, que perdió su equipo aunque ella no participó en la lucha.
Su primera historia principal se inició a principios de 2009, cuando empezó un feudo con Michelle McCool después de que McCool la atacara. El 6 de febrero en el episodio de SmackDown, Eve tuvo su primera lucha individual contra McCool, perdiendo. Su disputa continuó durante los próximos meses, con ellas compitiendo entre sí tanto en combates individuales como en pareja. Participó en la Miss WrestleMania 25 Diva Battle Royal de WrestleMania XXV, pero no logró ganar, siendo "Santina Marella" quien ganara el combate. Durante esa lucha logró eliminar a Joy Giovanni, antes de ser eliminada por Beth Phoenix. Posteriormente, inició un feudo con Layla, con quien tuvo pruebas de baile y fuerza, ganando todas ellas. El 29 de mayo en SmackDown ganó su primera lucha individual ante Layla, hasta que días después en Superstars se reconcilió con Layla gracias a la intervención de Maria. En su misma rivalidad con Layla, Eve se asoció con Cryme Tyme (Shad y JTG), apareciendo en varios segmentos de backstage con ellos. También comenzó a acompañarlos al ring como su mánager durante su rivalidad con The Hart Dynasty; Natalya, Tyson Kidd y DH Smith. Eve y Cryme Tyme participaron en múltiples combates de seis personas en equipo mixto contra The Hart Dynasty, y también se enfrentó a Natalya en luchas individuales y de equipo con otras Divas. En SummerSlam participó en un battle royal, pero fue la última eliminada por Beth Phoenix. Su último combate en SmackDown fue el 9 de octubre, cuando fue derrotada por Michelle McCool. El 12 de octubre fue transferida a la marca RAW. El 2 de noviembre en RAW participó en un Diva Battle Royal en el que se determinaría a la Contendiente #1 al Campeonato de Divas de la WWE, sin embargo no logró ganar siendo la vencedora Alicia Fox. En Survivor Series el Team James (Mickie James, Melina, Eve, Kelly Kelly & Gail Kim) derrotó al Team McCool (Michelle McCool, Alicia Fox, Beth Phoenix, Jillian & Layla). El 21 de diciembre comenzó una relación con Chris Masters, acompañándolo tanto como él a ella en sus luchas.

#### 2010-2011
Tras su relación con Masters, participó en un torneo para coronar a la nueva Campeona de Divas de la WWE. El 11 de enero en RAW derrotó a Katie Lea Burchill, pero fue derrotada el 25 de enero en RAW en la semifinal por Maryse. En Royal Rumble hizo equipo con The Bella Twins, Gail Kim y Kelly Kelly derrotando a Jillian Hall, Alicia Fox, Maryse, Katie Lea Burchill y Natalya. El 15 de febrero en RAW en el programa de Jerry Springer, terminó su relación con Chris Masters tras descubrir que este la había engañado con Kelly Kelly y posteriormente beso a The Great Khali en venganza. En WrestleMania XXVI su equipo conformado por Mickie James, Kelly Kelly, Gail Kim & Beth Phoenix perdieron contra el equipo de Michelle McCool, Vickie Guerrero, Layla, Maryse & Alicia Fox. Pero la noche siguiente en Raw, cubrió a Maryse en una revancha, dándole la victoria a su equipo. Luego, el 5 de abril ganó una battle Royal, obteniendo una oportunidad por el Campeonato de Divas de la WWE, ganando el título el 12 de abril al derrotar a Maryse, comenzando un feudo con esta hasta Over the Limit, donde retuvo su título ante ella. Sin embargo, lo perdió en Fatal 4-Way ante Alicia Fox en un combate donde también participaron Maryse y Gail Kim. Tuvo su revancha el 5 de julio, en la cual fue derrotada ya que Fox fingió un dolor en el tobillo. A causa de esto, el Gerente General de RAW pactó otra revancha en Money in the Bank, la cual perdió Eve de nuevo. El 27 de septiembre en RAW fue parte de un battle royal para determinar la contendiente #1 al Campeonato de Divas, pero fue eliminada por Alicia Fox. Tras esto, empezó a ser la mánager de R-Truth comenzando un feudo con Ted DiBiase y Maryse, pero al poco tiempo esta relación concluyó. El 20 de diciembre en RAW luchó contra Alicia Fox y Melina por ser la retadora #1 al Campeonato de las Divas, pero ganó esta última.

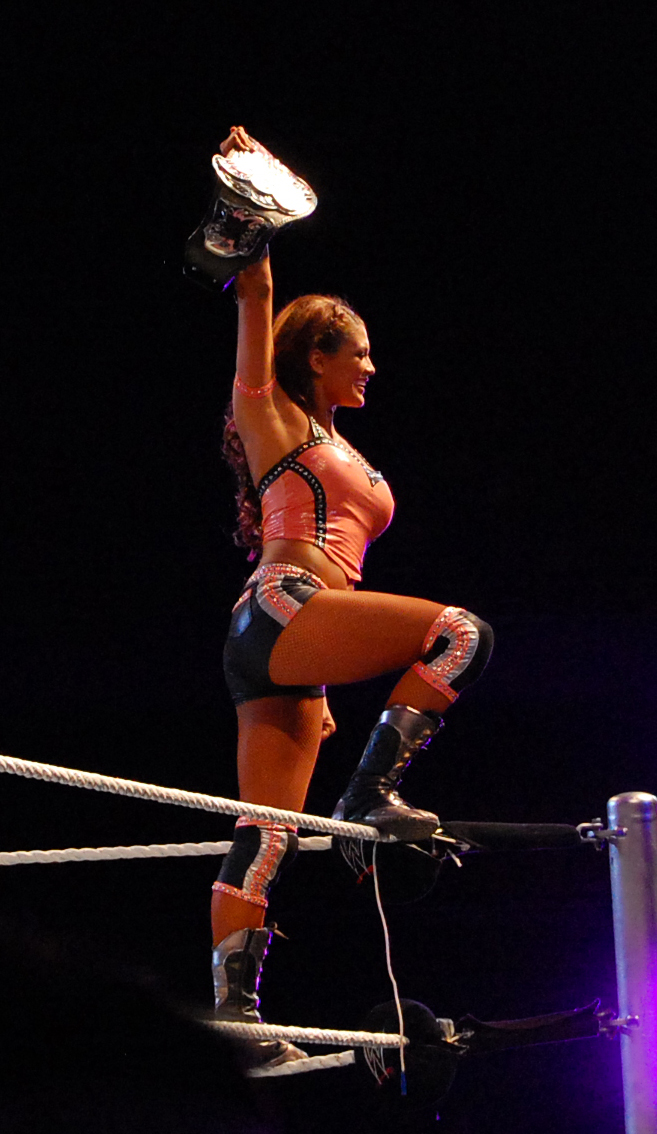
Torres como Campeona de Divas, en 2011.

En Royal Rumble 2011, ganó el Campeonato de Divas de la WWE por segunda vez en su carrera en un Fatal-4-Way Match contra la campeona Natalya, Michelle McCool y Layla haciéndole el conteo a esta última. El 14 de febrero en RAW retuvo el título ante Natalya en una lucha de leñadoras. Tras el combate fue atacada por The Bella Twins en el backstage. Debido a esto se alió con Gail Kim, quien la acompañó en su feudo con The Bella Twins. El 7 de marzo de 2011 en RAW, retuvo nuevamente el título esta vez en contra de Nikki Bella. Sin embargo, el 11 de abril en RAW lo perdió ante Brie Bella. En Over the Limit salió en la pelea de Jerry Lawler donde atacó a Michael Cole aplicando un Diving Moonsault por interrumpir muchas de sus peleas pasadas, siendo como un tipo de venganza. Luego de 'Over the Limit', comenzó a acompañar a Kelly Kelly durante sus feudos con The Bella Twins y Natalya & Beth Phoenix. El 1 de agosto en RAW luchó en un battle royal por ser la Contendiente #1 al título de Kelly Kelly, pero fue eliminada por The Bella Twins. Después de que Kelly Kelly perdiera el título ante Phoenix, Eve se enfrentó a ella en Vengeance por el título, pero fue derrotada. El 31 de octubre ganó un Battle Royal convirtiéndose en la Contendiente #1 al Campeonato de Divas de la WWE en Survivor Series. Después de la lucha Phoenix y Natalya intentaron atacar a Eve pero fue salvada por Kelly Kelly y Alicia Fox. En Survivor Series fue derrotada después de un Glam Slam de la tercera cuerda. Durante las semanas siguientes, Eve, Kelly Kelly y Alicia Fox continuaron su feudo con Beth Phoenix y Natalya, teniendo diversos combates juntas. En diciembre comenzaría una historia con Zack Ryder, y la pareja ganó un combate mixto contra Natalya y Tyson Kidd en el episodio del 26 de diciembre de Raw.

#### 2012-2013
El 9 de enero de 2012, comenzó una relación amorosa con Zack Ryder, lo que la ocasionó problemas tanto físicos como mentales con el luchador Kane interfiriendo en sus combates. En Royal Rumble fue derrotada junto con Kelly Kelly, Alicia Fox & Tamina por Beth Phoenix, The Bella Twins y Natalya. El 30 de enero en RAW fue derrotada por Beth Phoenix reteniendo el Campeonato de Divas de la WWE esta última después de un Glam Slam. Después de la lucha Kane intentó atacarla pero fue salvada por John Cena. El 13 de febrero, fue atacada por Kane, metiéndola en una ambulancia, pero de nuevo fue salvada por Cena, besándolo hasta que les vio Ryder, terminando la amistad entre él y Cena. El 20 de febrero cambió a heel cuando reveló a The Bella Twins que había planeado todo eso, pero Cena lo escuchó todo y luego, al principio de RAW, la humilló y recriminó.

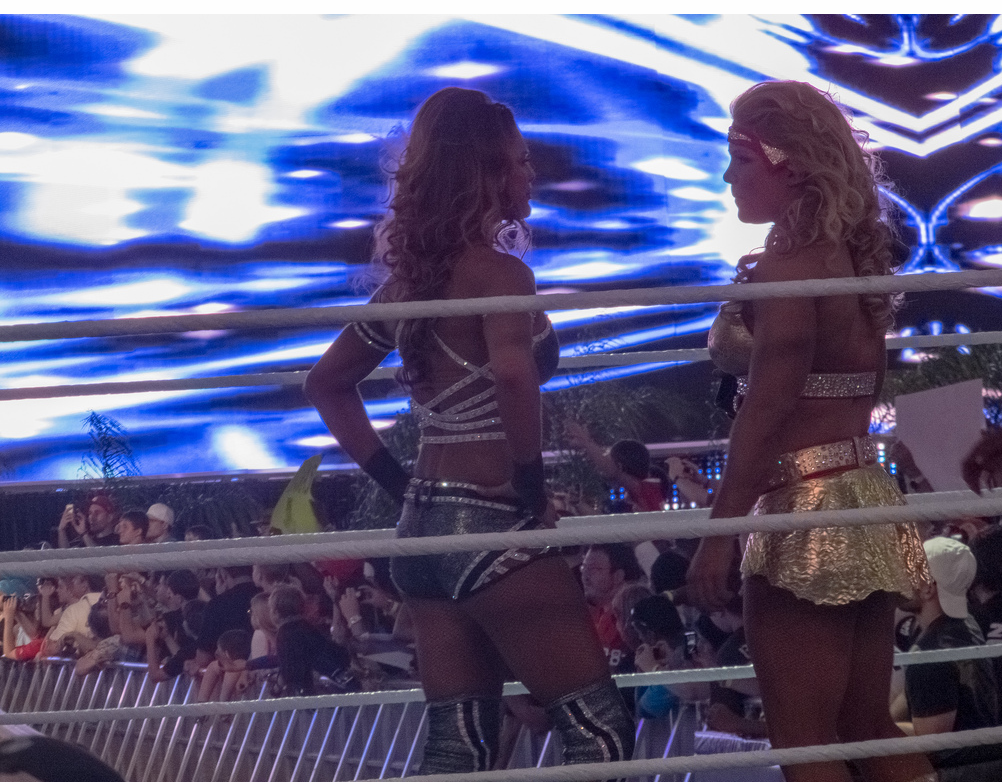
Torres junto a Beth Phoenix en WrestleMania XXVIII, 2012.

El 2 de marzo en Smackdown tuvo su primera lucha en la WWE como heel derrotando a Natalya. El 16 de marzo Kelly Kelly fue entrevistada por Maria Menounos en el programa Extra sin embargo dicha entrevista fue interrumpida por Beth Phoenix & Eve quienes comenzaron a insultarlas, por lo que fueron sacadas por la seguridad del programa, tras esto Phoenix retó a Kelly & Menounos a una lucha por equipos en Wrestlemania XXVIII. En dicho evento salió derrotada junto con Phoenix por Kelly Kelly & Maria Menounos después de que esta última cubriera a Phoenix. En ese mismo evento acompañó al Team Teddy al cual traicionó distrayendo a Ryder y posteriormente aplicándole un Low Blow. El 23 de abril en RAW se convirtió en la nueva ayudante de John Laurinaitis, hasta el despido de este en No Way Out. Durante ese tiempo abuso de su poder, humillando en diversas ocasiones a Theodore Long y llegando incluso a estar al cargo de SmackDown por dos días debido a la ausencia de Laurinaitis. El 4 de julio, Long y Ryder se vengaron de ella, humillándola delante de todas las Superestrellas y Divas por lo que hizo anteriormente. El 9 de julio luchó en el combate estelar de Raw haciendo equipo con Daniel Bryan siendo derrotados por AJ Lee y CM Punk, ya que durante la lucha Bryan traicionó a Eve cuando esta le iba a dar el relevo. En Money in the Bank fue derrotada junto a Beth Phoenix & Natalya por Layla, Tamina Snuka & Kaitlyn. Al día siguiente en RAW formó equipo con The Miz siendo derrotados por AJ Lee y Daniel Bryan, en el combate de revancha pedido por ella misma. 
El 10 de agosto en el episodio de SmackDown, Eve le preguntó al nuevo Gerente General de dicha marca Booker T si podía ser su nueva asistente personal, pero en su lugar el puesto se lo dio a Kaitlyn. Eve le amenazó diciéndole que se lo diría a la junta directiva por hacer diferencias entre ellas, por lo que el 15 de agosto (trasmitido el 17 de agosto) en Smackdown se enfrentó a Kaitlyn, en una lucha en la que la ganadora sería la nueva asistente, consiguiendo el puesto. El 20 de agosto en RAW participó en un Diva Battle Royal para ser la Conteniente #1 al Campeonato de Divas, pero fue la última eliminada por Kaitlyn. A finales de agosto, comenzó una historia donde ella aparecía amable y agradable, lo que disminuyó sus características como heel. El 3 de septiembre en RAW derrotó a Kaitlyn y tras la lucha la ayudó y le dio la mano a Layla, cambiando a face. Posteriormente, el 10 de septiembre en RAW formó equipo con Layla y Kaitlyn derrotando a Beth Phoenix, Alicia Fox y Natalya. En Night of Champions tomó el lugar de Kaitlyn debido a que esta fue atacada por alguien tras bastidores, derrotando a Layla y ganando por tercera vez el Campeonato de Divas, convirtiéndose en la luchadora que más ocasiones ha poseído el título. El 24 de septiembre en Raw junto con Beth Phoenix derrotaron a Alicia Fox y Layla cambiando a tweener, después del combate Kaitlyn reveló que su atacante fue una rubia, Eve acusó a Phoenix, y la atacó. Esa misma semana en SmackDown, suspendió a Phoenix, en espera de una investigación sobre el ataque de Kaitlyn; no obstante la suspensión de Phoenix fue revertida por Booker T, y Eve culpó a Theodore Long diciendo que fue el quien le dijo que suspendiera a Phoenix. El 8 de octubre en Raw retuvo el título ante Kaitlyn por sumisión. El 15 de octubre en Raw volvió a retener el título, esta vez frente a Layla. El 25 de octubre en Smackdown se descubrió que fue Aksana quien atacó a Kaitlyn en Night of Champions pero por pedido de Eve, volviendo a heel, aunque en realidad nunca dejó de serlo, solamente fue un táctica para engañarlas. Posteriormente, se alió con Aksana comenzando un feudo en contra de Kaitlyn y Layla.  En Hell in a Cell se enfretó a Kaitlyn y Layla, reteniendo el título. El 2 de noviembre en un House Show perdió el título ante AJ Lee en una lucha en la que también participaba Layla, sin embargo tras el combate Vickie Guerrero reinicio el combate reteniendo el título Eve. En Survivor Series volvió a enfrentarse a Kaitlyn por el título, reteniéndolo de nuevo. En TLC: Tables, Ladders & Chairs retuvo el título ante Naomi. Kaitlyn derrotó a Eve en una lucha en Raw, y recibió otro combate titular el 18 de diciembre en SmackDown, ganando Eve por descalificación tras aferrarse y no soltar al árbitro. El 31 de diciembre en RAW tuvo que defender el título ante Mae Young, sin embargo esta última no se encontraba en condiciones de luchar, por lo que fue atacada por Kaitlyn.
El 7 de enero de 2013, en RAW retuvo el título una vez más ante Kaitlyn por conteo fuera. Finalmente, el 14 de enero en RAW 20th Aniversary, Eve perdió el Campeonato de Divas ante Kaitlyn, en un combate en el que Booker T decidió que si era descalificada perdería automáticamente el título. Inmediatamente después de su lucha, en una entrevista de Matt Striker anunció que abandonaba la WWE. En realidad abandono la empresa tras no querer renovar su contrato y además pronto se casaría. Hizo su regresó a la WWE por una sola noche el 9 de diciembre de 2013 en Raw durante los Slammy Awards, presentando a la Diva Of The Year, siendo las ganadoras de dicho premio The Bella Twins.

#### Apariciones esporádicas (2018-2019)
El 28 de octubre de 2018, apareció en el primer PPV exclusivo de mujeres Evolution, primero en el panel del Kickoff, y más tarde al final del evento celebrando junto a todo el roster femenino y exluchadoras la victoria de Ronda Rousey. El 22 de julio de 2019 hizo su regreso a Raw durante el especial de Raw Reunion en un segmento en el backstage junto a Mike Kanellis, Maria y Eric Bischoff. Más tarde, en el cierre del programa, apareció con todas las leyendas en el centro del ring.

## Otros medios
Torres actuó en series como Days Of Our Lives, The Drop y The Underground, además apareció en el programa Show Me The Money. Ella junto a Maryse y Michelle McCool apareció en la revista Muscle & Fitness en la edición de enero de 2009. También fue portada de la revista Muscle & Performance. 
El 30 de abril de 2012, se anunció que protagonizaría la coproducción de WWE Studios y Kare Production Les reines du ring (Las reinas del ring) junto a The Miz y CM Punk. El 7 de septiembre de 2012, Torres apareció en Attack of the Show para una entrevista. 
A mediados de 2013, Torres filmó un papel para la película El Rey Escorpión 4: búsqueda del poder, la cual fue estrenada en enero de 2015. Más tarde ganó un papel en El Matador como Reyna Flores. Pero más tarde, la serie fue cancelada después de una sola temporada.

### Videojuegos
Torres ha aparecido en los videojuegos de WWE, entre los títulos están :
| Año  | Juego                     | Notas                              | Marca     |
| ---- | ------------------------- | ---------------------------------- | --------- |
| 2009 | WWE SmackDown vs Raw 2010 | Debut como personaje desbloqueable | SmackDown |
| 2010 | WWE SmackDown vs Raw 2011 |                                    | Raw       |
| 2011 | WWE '12                   |                                    | Raw       |
| 2012 | WWE '13                   |                                    | Raw       |
| 2015 | WWE SuperCard             |                                    |           |
| 2019 | WWE Universe              |                                    |           |
| 2023 | WWE 2K23                  | Como personaje descargable         |           |
| 2024 | WWE 2K24                  | Como personaje desbloqueable       |           |

### Televisión
| Año  | Título                                   | Papel        | Notas                       |
| ---- | ---------------------------------------- | ------------ | --------------------------- |
| 2005 | Show Me The Money                        | Ella misma   |                             |
| 2007 | The Best Damn Sports Show Period         | Ella misma   |                             |
| 2008 | Sunset Tan                               | Ella misma   |                             |
| 2008 | Magic's Biggest Secrets Finally Revealed | Ella misma   | Especial "WWE Divas"        |
| 2009 | Deal or No Deal                          | Ella misma   |                             |
| 2012 | Extreme Makeover                         | Ella misma   | Especial "Diva's Boot Camp" |
| 2012 | Stars Earn Stripes                       | Ella misma   | Ganadora                    |
| 2012 | Attack of the Show                       | Ella misma   |                             |
| 2012 | The Soup                                 | Ella misma   |                             |
| 2014 | Matador                                  | Reyna Flores | Temporada 1, rol recurrente |
| 2016 | Supergirl                                | Maxima       | Temporada 1, Episodio 19    |

### Películas
| Año  | Título                           | Papel      | Notas |
| ---- | -------------------------------- | ---------- | ----- |
| 2013 | Les Reine Du Ring                | Ella misma | Cameo |
| 2015 | Scorpion King 4: Quest for Power | Chancara   |       |
| 2016 | Skiptrace                        | Dasha      |       |

## Campeonatos y logros
- World Wrestling Entertainment
  - WWE Divas Championship (3 veces)
  - Ganadora del Diva Search (2007)[24]

- Pro Wrestling Illustrated
  - Situada en el Nº5 en el PWI Female 50 en 2010.[25]
  - Situada en el Nº11 en el PWI Female 50 en 2011.[26]
  - Situada en el Nº22 en el PWI Female 50 en 2012.[26]